# Caleb Homesley
Caleb Homesley  (Indian Trail (Carolina del Norte), 27 de noviembre de 1996) es un jugador de baloncesto estadounidense que militaba en las filas del Dreamland Gran Canaria de la Liga Endesa hasta junio de 2025. Con 1,98 metros de altura juega en la posición de escolta.

## Trayectoria deportiva
Jugó durante cinco temporadas con los Liberty Flames de la Universidad Liberty en Lynchburg (Virginia).
Tras no ser drafteado en 2020, Homesley firmó un contrato de Exhibit 10 con los Washington Wizards, pero fue rescindido al final de la pretemporada. 
El 9 de enero de 2021, firmó con los Erie BayHawks de la NBA G League, donde jugó 15 partidos en los que promedió 9.3 puntos, 4.1 rebotes y 2.3 asistencias. 
El 15 de mayo de 2021, Homesley firmó un contrato de varios años con los Washington Wizards, pero fue rescindido el 5 de agosto de 2021. Con los Washington Wizards, jugaría 4 encuentros de la NBA Summer League en Las Vegas, en los que promediaría 12 puntos por encuentro.
El 1 de septiembre de 2021, firma por el Hamburg Towers de la BBL alemana.
El 15 de julio de 2022 firmó con el equipo ruso del BC Zenit Saint Petersburg de la VTB United League.
El 6 de julio de 2023 se anuncia su fichaje por el Tofaş Bursa de la Basketbol Süper Ligi.